# USA:s flygvapen
USA:s flygvapen eller Förenta staternas flygvapen (United States Air Force), är en försvarsgren inom USA:s väpnade styrkor och som konstituerades i sin nuvarande form och namn då kongressen antog 1947 års nationella säkerhetsakt. Flygvapnet är organiserat inom och är en del av USA:s flygvapendepartement, som i sin tur är en del av USA:s försvarsdepartement.
Det amerikanska flygvapnet är världens i särklass största flygvapen. Två tredjedelar av USA:s kärnvapentriad, strategiskt bombflyg och Interkontinentala ballistiska robotar, ingår i flygvapnets förbandsstruktur. På senare år har betydelsen av obemannade luftfarkoster, även kallad drönare, ökat signifikant. Under 2019 avknoppades flygvapnets rymdverksamhet till en egen försvarsgren inom flygvapendepartementet, USA:s rymdstyrka.
Innan 1947 var föregångaren till dagens flygvapen en del av armén. Flygverksamheten ombord på USA:s hangarfartyg ligger inte under flygvapnets ansvar utan sköts helt och hållet av USA:s flotta samt med vissa flygförband från marinkåren.

## Historik

Rekryteringsposter från andra världskriget.

Före ombildningen 1947 hade flyget varit underordnat krigsministern (Secretary of War) och en del av USA:s armé i olika former: innan dess hette organisationen Förenta Staternas arméflygvapen (U.S. Army Air Forces), efter att i juni 1941 ändrat namn från Förenta Staternas arméflygkår (U.S. Army Air Corps). 
När National Security Act of 1947 trädde i kraft blev flygvapnet ett militärdepartement med en egen minister (Secretary of the Air Force), fristående från armén, men en del försvarsdepartementet (Department of Defense).
När armén förlorade sina flygplan 1947, upprättades arméflyget Army Aviation med små propellerflygplan och senare i takt med den tekniska utvecklingen helikoptrar. Under årens lopp har det upprättats flera avtal mellan flygvapnet och armén, samt direktiv från ovan, om vilka typer av vapensystem som respektive försvarsgren får lov att upprätthålla. Vid samma tidpunkt bildades flygnationalgardet (Air National Guard), en reservorganisation under delvis delstatlig kontroll, liksom motsvarigheten inom armén (Army National Guard).

## Organisation

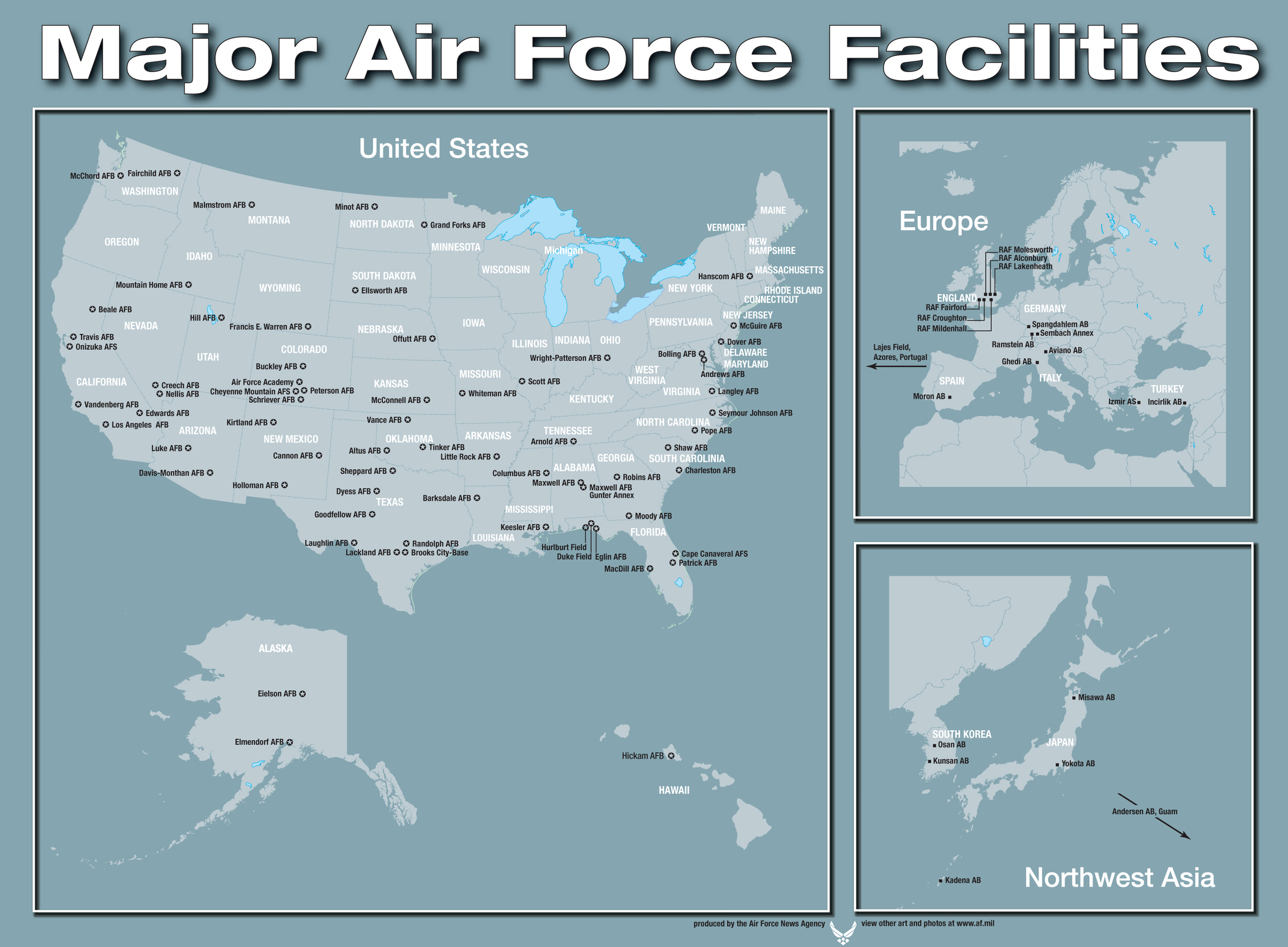
Karta över flygvapnets anläggningar i USA, Europa samt i Ostasien.

Flygvapnet är en integrerad del av Flygvapendepartement, vars chef är den civile flygvapenministern (Secretary of the Air Force), som är underordnad och ansvarig inför försvarsministern (Secretary of Defense) att flygvapnet har rustade och dugliga förband redo för insatser. Flygvapenministern biträds av en civil understatssekreterare (Under Secretary of the Air Force). Den militäre flygvapenstabschefen (Chief of Staff of the Air Force) är den flygvapenofficer med högst rang, och denne är, likt de andra försvarsgrenarnas stabschefer, vid sidan av sin roll i flygvapnet medlem av det rådgivande organet Joint Chiefs of Staff under försvarschefens (Chairman of the Joint Chiefs of Staff) ordförandeskap.

### Högkvarter

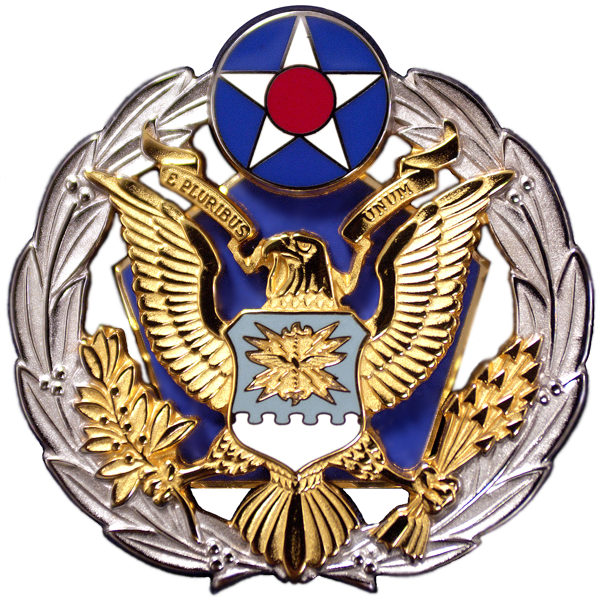
Tjänstetecken för personal vid högkvarteret.

Flygvapnets högkvarter (Headquarters Department of the Air Force), med säte i Pentagon, består av två stabsorganisationer:
- Office of the Secretary of the Air Force, flygvapenministerns kansli.[5]
- The Air Staff, den militära flygstaben.[6]

Vidare inom flygstaben tillkommer militäre vice flygvapenstabschefen (Vice Chief of Staff of the Air Force) som är flygvapenstabschefens ställföreträdande. Innehavaren av den högsta posten för en underofficerare i flygvapnet (Chief Master Sergeant of the Air Force) fungerar som rådgivare till ministern och stabschefen i frågor som rör underofficerare och manskap.

### Större kommandon och förband
Alla flygvapnets förband sorterar i den administrativa befälskedjan under flygvapenministern, biträdd av flygvapenstabschefen. De förband som inte har stridande enheter och som inte står under en militärbefälhavare i den operativa befälskedjan, lyder helt och hållet under flygvapenministern och flygvapenstabschefen i alla avseenden.

#### Huvudkommandon

##### Innanförkontinentala USA
| Vapensköld | Namn                                 | Förkortning | Beskrivning | Upprättat        | Högkvarter                            |
|            | Air Combat Command                   | ACC         | Taktiskt jakt- och attackflyg, huvudsakligen stationerat i kontinentala USA. Flygvapenkomponent till U.S. Central Command, U.S. Northern Command samt U.S. Southern Command. | 1 juni 1992      | Langley Air Force Base, Virginia      |
|            | Air Education and Training Command   | AETC        | Utbildning och fortbildning | 1 juli 1993      | Randolph Air Force Base, Texas        |
|            | Air Force Global Strike Command      | AFGSC       | Strategiskt bombflyg och interkontinentala ballistiska robotar. Operativt en del av U.S. Strategic Command.                                                                  | 7 augusti 2009   | Barksdale Air Force Base, Louisiana   |
|            | Air Force Materiel Command           | AFMC        | Forskning, utveckling, utprovning och anförskaffning | 1 juli 1992      | Wright-Patterson Air Force Base, Ohio |
|            | Air Force Reserve Command            | AFRC        | Understödjer det reguljära flygvapnet med reservstyrkor | 17 februari 1997 | Robins Air Force Base, Georgia        |
|            | Air Force Special Operations Command | AFSOC       | Flygvapnets specialförband och en del av U.S. Special Operations Command. | 22 maj 1990      | Hurlburt Field, Florida               |
|            | Air Mobility Command                 | AMC         | Strategiska och taktiska flygtransporter samt lufttankning. Flygvapnets komponent till U.S. Transportation Command.                                                          | 1 juni 1992      | Scott Air Force Base, Illinois        |

##### Utanför kontinentala USA
| Vapensköld | Namn                                                   | Förkortning    | Beskrivning | Upprättat      | Högkvarter                                   |
|            | United States Air Forces in Europe – Air Forces Africa | USAFE-AFAFRICA | USA:s flygvapenstyrkor baserade i Europa. Flygvapnets komponent till U.S. European Command samt till U.S. Africa Command. | 7 augusti 1945 | Ramstein Air Base, Rheinland-Pfalz, Tyskland |
|            | United States Pacific Air Forces                       | PACAF          | USA:s flygvapenstyrkor baserade runt stilla havet. Flygvapenkomponent till U.S. Indo-Pacific Command.                     | 3 augusti 1944 | Hickam Air Force Base, Hawaii                |

#### Direktrapporterande förband
Direktrapporterande förband (Direct Reporting Units) är till storleken mindre än de större förbanden, men de har såpass unika uppgifter att de rapporterar direkt till högkvarteret (därav namnet).
| Vapensköld | Namn                                             | Förkortning | Beskrivning                                                           | Upprättat      | Högkvarter                                                   |
|            | Air Force District of Washington                 | AFDW        | Ceremoni och musiktrupper samt andra aktiviteter i huvudstadsregionen | 7 juli 2005    | Bolling Air Force Base, Washington, D.C.                     |
|            | Air Force Operational Test and Evaluation Center | AFOTEC      | Flygvapnets centrum för testning och utvärdering                      | 1 januari 1974 | Kirtland Air Force Base, New Mexico                          |
|            | United States Air Force Academy                  | USAFA       | Flygvapnets officershögskola                                          | 11 juni 1955   | Belägen i El Paso County, utanför Colorado Springs, Colorado |

#### Flygvapnets stödmyndigheter
Stödmyndigheterna utför specialiserade uppgifter och står under överinsyn av områdesberörda civila ämbetsmän i flygvapenministerns kansli, och/eller högre officerare i flygstaben.
| Vapensköld | Namn                                         | Förkortning | Beskrivning                                                                   | Upprättat        | Högkvarter                     |
|            | Air Force Agency for Modeling and Simulation | AFAMS       | Simuleringar och modellering för planering                                    | juni 1996        | Orlando, Florida               |
|            | Air Force Audit Agency                       | AFAA        | Flygvapnets revisionsmyndighet                                                | juni 1996        | Washington DC                  |
|            | Air Force Civil Engineer Center              | AFCEC       | Civilingenjörstjänster                                                        | 2012             | Joint Base San Antonio, Texas  |
|            | Air Force Flight Standards Agency            | AFFSA       | Upprätthåller flygsäkerhetsstandarder                                         | 1 oktober 1991   | Oklahoma City, Oklahoma        |
|            | Air Force Legal Operations Agency            | AFLOA       | Juridiska tjänster som tillhandahålls av flygvapnets auditörskår              | 1 juli 1978      | Joint Base Andrews, Maryland   |
|            | Air Force Mortuary Affairs Operations        | AFMAO       | Återföring, identifiering och begravningstjänster för stupade i militärtjänst | 2014             | Dover Air Force Base, Delaware |
|            | Air Force Office of Special Investigations   | AFOSI       | Flygvapnets kriminalpolis och säkerhetsunderrättelsetjänst                    | 1 augusti 1948   | Marine Base Quantico, Virginia |
|            | Air Force Public Affairs Agency              | AFPAA       | Flygvapnets public affairs                                                    | 1 juni 1978      | San Antonio, Texas             |
|            | Air Force Real Property Agency               | AFRPA       | Flygvapnets fastighetsverk                                                    | 15 november 1991 | Lackland Air Force Base, Texas |
|            | Air Force Security Forces Center             | AFSFC       | Utbildning av och organisation för flygvapnets basskyddsstyrkor               | 1 september 1979 | Lackland Air Force Base, Texas |
|            | Air National Guard Readiness Center          | ANGRC       | Säkerställande av beredskap inom de olika delstaternas flygnationalgarden     | 1979             | Joint Base Andrews, Maryland   |

## Gradbeteckningar

### Officerare
| Officersgrader i Förenta Staternas flygvapen                                | Officersgrader i Förenta Staternas flygvapen | Officersgrader i Förenta Staternas flygvapen | Officersgrader i Förenta Staternas flygvapen | Officersgrader i Förenta Staternas flygvapen | Officersgrader i Förenta Staternas flygvapen | Officersgrader i Förenta Staternas flygvapen | Officersgrader i Förenta Staternas flygvapen | Officersgrader i Förenta Staternas flygvapen | Officersgrader i Förenta Staternas flygvapen | Officersgrader i Förenta Staternas flygvapen | Officersgrader i Förenta Staternas flygvapen |
| Am. lönegrad                                                                | O-11                                         | O-10                                         | O-9                                          | O-8                                          | O-7                                          | O-6                                          | O-5                                          | O-4                                          | O-3                                          | O-2                                          | O-1                                          |
| --------------------------------------------------------------------------- | -------------------------------------------- | -------------------------------------------- | -------------------------------------------- | -------------------------------------------- | -------------------------------------------- | -------------------------------------------- | -------------------------------------------- | -------------------------------------------- | -------------------------------------------- | -------------------------------------------- | -------------------------------------------- |
| Axelklaff Class A                                                           |                                              |                                              |                                              |                                              |                                              |                                              |                                              |                                              |                                              |                                              |                                              |
| Hylsa Class B                                                               | Saknas                                       |                                              |                                              |                                              |                                              |                                              |                                              |                                              |                                              |                                              |                                              |
| Axelklaff Mässdräkt                                                         |                                              |                                              |                                              |                                              |                                              |                                              |                                              |                                              |                                              |                                              |                                              |
| Grad                                                                        | General of the Air Force1                    | General                                      | Lieutenant General                           | Major General                                | Brigadier General                            | Colonel                                      | Lieutenant Colonel                           | Major                                        | Captain                                      | First Lieutenant                             | Second Lieutenant                            |
| Förkortning                                                                 | GOAF                                         | Gen                                          | Lt Gen                                       | Maj Gen                                      | Brig Gen                                     | Col                                          | Lt Col                                       | Maj                                          | Capt                                         | 1stLt                                        | 2ndLt                                        |
| Dagligt tilltal                                                             | General                                      | General                                      | General                                      | General                                      | General                                      | Colonel                                      | Colonel                                      | Major                                        | Captain                                      | Lieutenant                                   | Lieutenant                                   |
| NATO-kod                                                                    | OF-10                                        | OF-9                                         | OF-8                                         | OF-7                                         | OF-6                                         | OF-5                                         | OF-4                                         | OF-3                                         | OF-2                                         | OF-1                                         | OF-1                                         |
| Motsv. i Sveriges flygvapen                                                 | Fältmarskalk                                 | General                                      | Generallöjtnant                              | Generalmajor                                 | Brigadgeneral                                | Överste                                      | Överstelöjtnant                              | Major                                        | Kapten                                       | Löjtnant                                     | Fänrik                                       |
| 1 Graden General of the Air Force har enbart utdelats till Henry H. Arnold. |                                              |                                              |                                              |                                              |                                              |                                              |                                              |                                              |                                              |                                              |                                              |

### Underofficerare
| Underofficersgrader i Förenta Staternas flygvapen | Underofficersgrader i Förenta Staternas flygvapen | Underofficersgrader i Förenta Staternas flygvapen | Underofficersgrader i Förenta Staternas flygvapen | Underofficersgrader i Förenta Staternas flygvapen | Underofficersgrader i Förenta Staternas flygvapen | Underofficersgrader i Förenta Staternas flygvapen | Underofficersgrader i Förenta Staternas flygvapen | Underofficersgrader i Förenta Staternas flygvapen | Underofficersgrader i Förenta Staternas flygvapen | Underofficersgrader i Förenta Staternas flygvapen |
| Am. lönegrad | E-9                                               | E-9                                               | E-9                                               | E-9                                               | E-8                                               | E-8                                               | E-7                                               | E-7                                               | E-6                                               | E-5                                               |
| --- | ------------------------------------------------- | ------------------------------------------------- | ------------------------------------------------- | ------------------------------------------------- | ------------------------------------------------- | ------------------------------------------------- | ------------------------------------------------- | ------------------------------------------------- | ------------------------------------------------- | ------------------------------------------------- |
| Ärmmärken |                                                   |                                                   |                                                   |                                                   |                                                   |                                                   |                                                   |                                                   |                                                   |                                                   |
| Tjänstegrad | Chief Master Sergeant of the Air Force1           | Command Chief Master Sergeant                     | Chief Master Sergeant                             | Chief Master Sergeant                             | Senior Master Sergeant                            | Senior Master Sergeant                            | Master Sergeant                                   | Master Sergeant                                   | Technical Sergeant                                | Staff Sergeant                                    |
| Förkortning | CMSAF                                             | CCM                                               | CMSgt                                             | CMSgt                                             | SMSgt                                             | SMSgt                                             | MSgt                                              | MSgt                                              | TSgt                                              | SSgt                                              |
| NATO-kod | OR-9                                              | OR-9                                              | OR-9                                              | OR-9                                              | OR-8                                              | OR-8                                              | OR-7                                              | OR-7                                              | OR-6                                              | OR-5                                              |
| Motsv. i Sveriges flygvapen | Flottiljförvaltare                                | Flottiljförvaltare                                | Flottiljförvaltare                                | Flottiljförvaltare                                | Förvaltare                                        | Förvaltare                                        | Fanjunkare                                        | Fanjunkare                                        | Översergeant                                      | Sergeant                                          |
| 1 Det finns bara en person i aktiv tjänst med graden Chief Master Sergeant of the Air Force och denne fungerar som rådgivare åt flygvapenministern och flygvapenstabschefen i ärenden som rör underofficerare och manskap. |                                                   |                                                   |                                                   |                                                   |                                                   |                                                   |                                                   |                                                   |                                                   |                                                   |

### Manskap
| Meniga grader i Förenta Staternas flygvapen | Meniga grader i Förenta Staternas flygvapen | Meniga grader i Förenta Staternas flygvapen | Meniga grader i Förenta Staternas flygvapen | Meniga grader i Förenta Staternas flygvapen |
| Am. lönegrad                                | E-4                                         | E-3                                         | E-2                                         | E-1                                         |
| ------------------------------------------- | ------------------------------------------- | ------------------------------------------- | ------------------------------------------- | ------------------------------------------- |
| Ärmmärke                                    |                                             |                                             |                                             | Finns ej                                    |
| Tjänstegrad                                 | Senior Airman                               | Airman First Class                          | Airman                                      | Airman Basic                                |
| Förkortning                                 | SrA                                         | A1C                                         | Amn                                         | AB                                          |
| NATO-kod                                    | OR-4                                        | OR-3                                        | OR-2                                        | OR-1                                        |
| Motsv. i Svenska flygvapnet                 | Korpral                                     | Vicekorpral                                 | Menig 1kl                                   | Menig                                       |

## Operationer

Berlinare ser en C-52 gå ner för landning på Tempelhof under Berlinblockaden 1948.

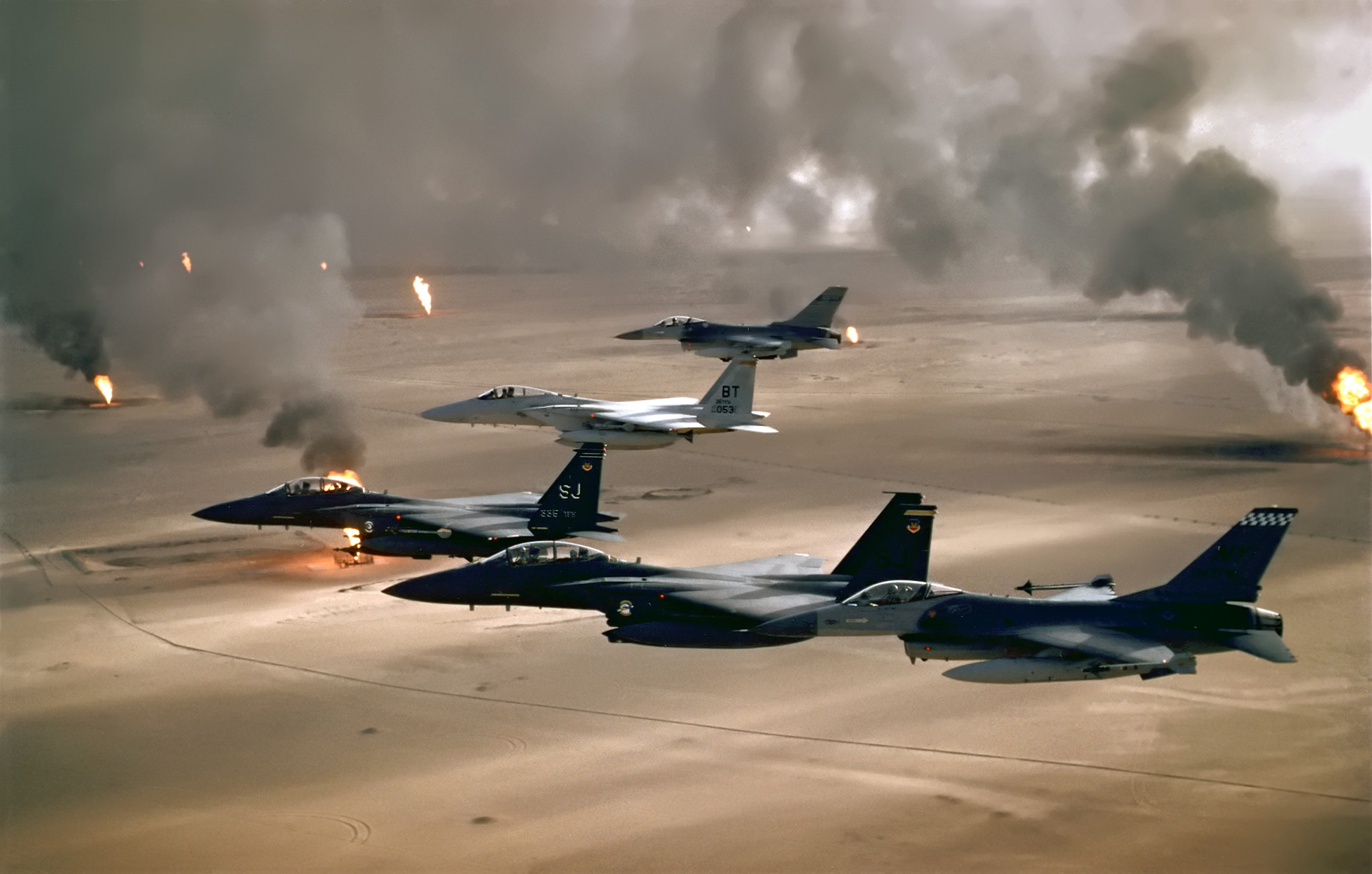
F-15 Eagle, F-15E Strike Eagle och F-16 plan från USA:s flygvapen i Kuwaitkriget 1991.

- 1947-91 Upprätthållit en beredskap av kärnvapenbestyckade bombplan och senare ballistiska robotar genom Strategic Air Command under det Kalla kriget.
- 1948-49 Operation Vittles, luftbron till Berlin för att bryta Berlinblockaden.
- 1950-53 Understödjande FN:s markstyrkor i Koreakriget.
- 1964-73 Vietnamkriget.
- 1973 Operation Nickel Grass, luftbro med vapen till Israel i Oktoberkriget.
- 1979 Operation Eagle Claw, Misslyckad räddningsaktion av gisslan i Iran.
- 1986 Operation El Dorado Canyon, bombning av Libyen.
- 1990-91 Operation Ökensköld, skydd av Iraks grannland Saudiarabien.
- 1991 Operation Ökenstorm mot Irak, som ett svar på deras invasion av Kuwait.
- 1991-96 Operation Provide Comfort, flygförbudszon norr om 36:e breddgraden i Irak.
- 1991-2003 Operation Southern Watch, flygförbudszon söder om 33:e breddgraden i Irak.
- 1993-95 Operation Deny Flight, flygförbudszon över Bosnien-Hercegovina.
- 1995 Operation Deliberate Force, bombningar i Bosnien-Hercegovina.
- 1996 Operation Desert Strike, bombningar av Irak.
- 1997-2003 Operation Northern Watch, flygförbudszon norr om 36:e breddgraden i Irak.
- 1998 Operation Desert Fox, bombning av Irak.
- 1999 Operation Allied Force, bombning i Jugoslavien, en del av Kosovokriget.
- 2001-idag Operation Enduring Freedom, bombning i Afghanistan.
- 2003-04 Operation Iraqi Freedom, invasion av Irak.
- 2011 Operation Odyssey Dawn, bombning av Libyen.

## Historiska flygplanstyper

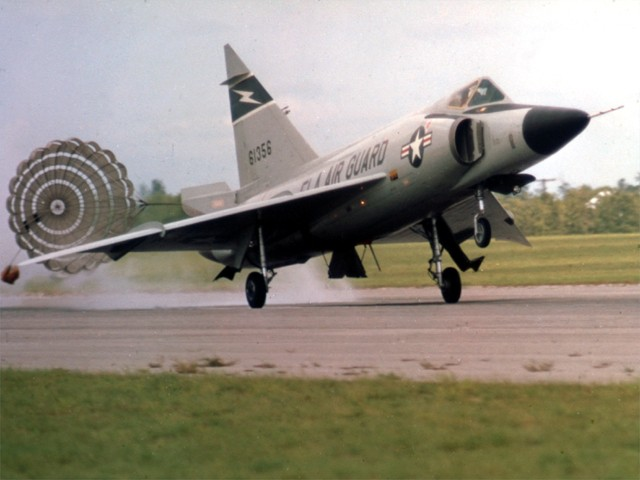
Jaktflygplanstypen F-102 Delta Dagger var i tjänst mellan 1956 och 1976.

Siffrorna inom parentes anger årtalen då flygplanstypen var i tjänst.

### Attackflyg
- A-1 Skyraider (1963-1973)
- A-7 Corsair II (1967-1993)
- A-20 Havoc (1941-1949)

### Bombflyg
- B-29 Superfortress
- B-47 Stratojet (1953-1977)

### Jaktflyg
- F-4 Phantom II (1962-1996)
- P-51 Mustang (1941-1956)
- F-102 Delta Dagger (1956-1976)
- F-104 Starfighter (1958-1967)
- F-105 Thunderchief (1958-1984)
- F-106 Delta Dart (1958-1988)
- F-111 Aardvark (1967-1998)

### Prototyper och experimentfarkoster
- X-15

### Skolflyg
- F-5 (1975-1990)

### Spaningsflyg
- OV-10 Bronco (1968-1991)
- SR-71 Blackbird (1964-1988)

### Transportflyg
- C-7 Caribou (1961-1980)
- C-69 Constellation
- C-131 Samaritan
- C-141 Starlifter (1964-2006)

### Notförteckning
1. ↑  ”AF Branding & Trademark Licensing”. www.trademark.af.mil. https://www.trademark.af.mil/About-Us/Other-Properties/. Arkiverad 4 juli 2018 hämtat från the Wayback Machine. ”Arkiverade kopian”. Arkiverad från originalet den 4 juli 2018. https://web.archive.org/web/20180704034936/https://www.trademark.af.mil/About-Us/Other-Properties/. Läst 16 januari 2021.
2. ↑  10 U.S.C. § 9013
3. ↑  10 U.S.C. § 9015
4. ↑  10 U.S.C. § 9033
5. ↑  10 U.S.C. § 9014
6. ↑  10 U.S.C. § 9031 & 10 U.S.C. § 9032
7. ↑  10 U.S.C. § 9034